# 89th Airlift Wing

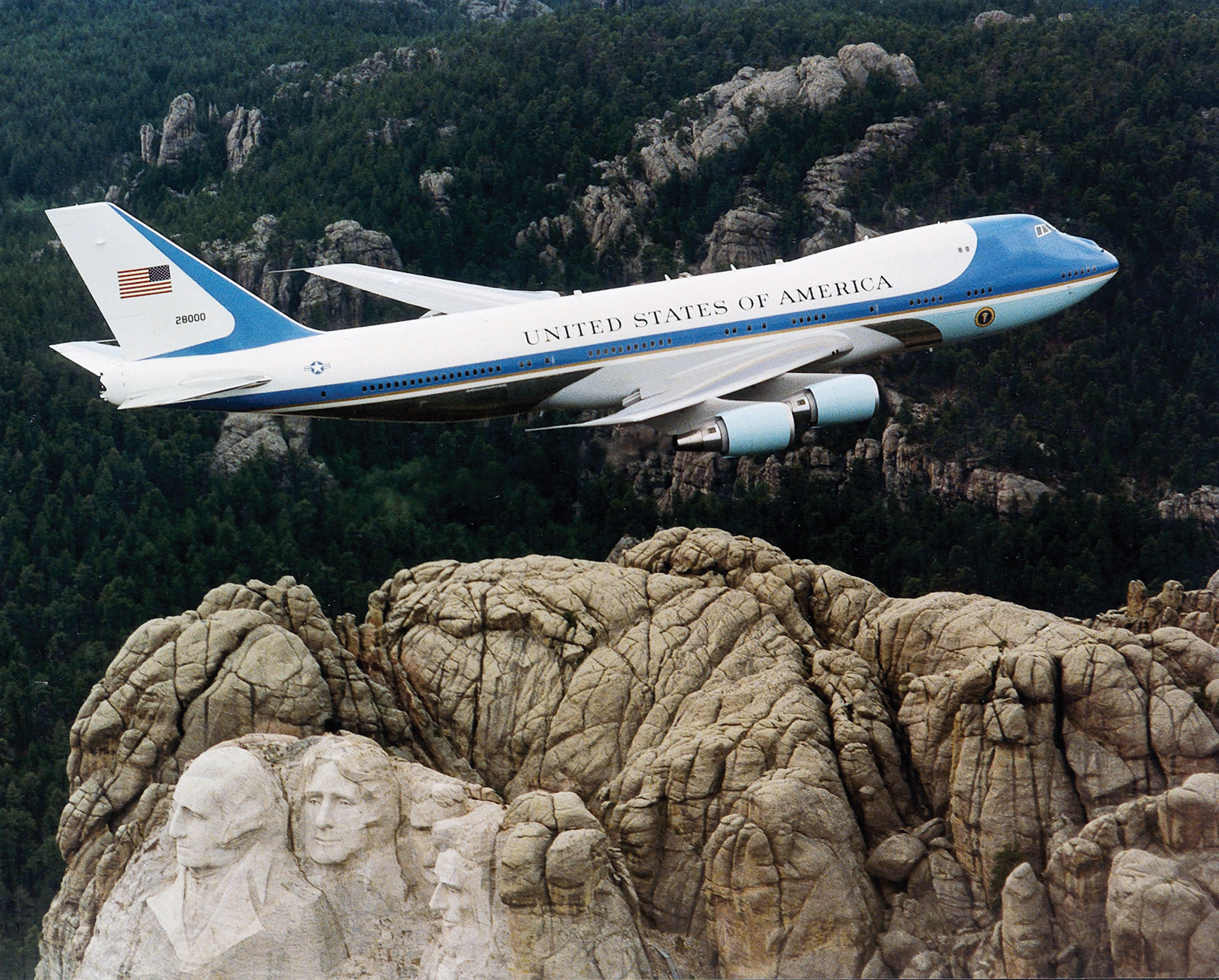
L'Air Force One in volo sopra il Monte Rushmore

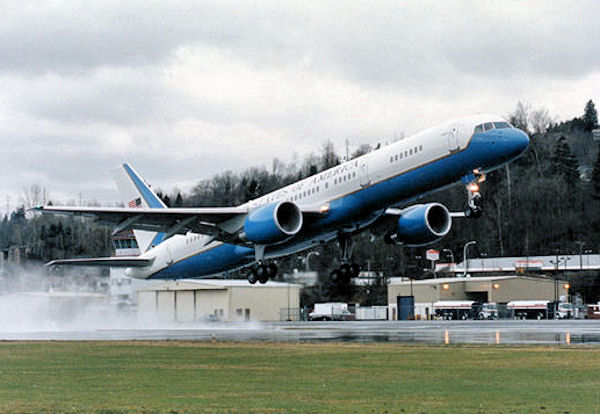
C-32B del 99th AS

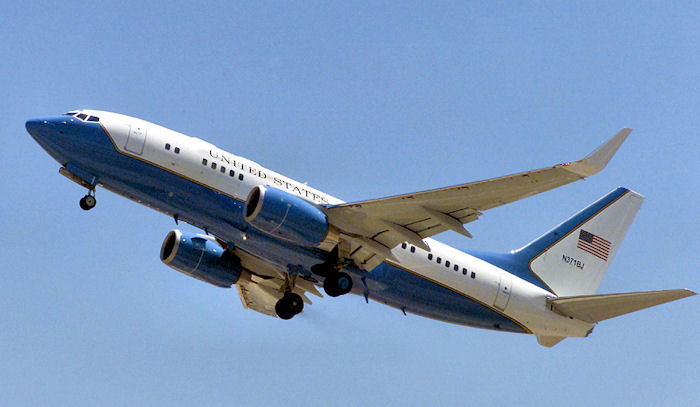
C-40B del 99th AS

Il 89th Airlift Wing è uno stormo da trasporto VIP dell'Air Mobility Command, inquadrato nella Eighteenth Air Force. Il suo quartier generale è situato presso la Joint Base Andrews-Naval Air Facility Washington, nel Maryland.

## Organizzazione
Attualmente, al maggio 2017, esso controlla:
- 89th Operations Group
  - 89th Operation Support Squadron
  -  1st Airlift Squadron - Equipaggiato con 4 C-32A, 2 C-40B
  -  99th Airlift Squadron - Equipaggiato con 4 C-37A e 5 C-37B
- Presidential Airlift Group
  - Presidential Airlift Squadron - Equipaggiato con 2 VC-25A Air Force One
  - Presidential Logistics Squadron
- 89th Maintenance Group
  - 89th Aerial Port Squadron